# Пандросейон

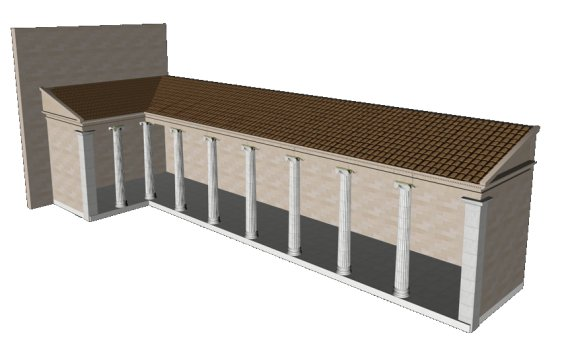
Реконструкция вида Пандросейона в 421 году до н. э.

Пандросейон — святилище, посвящённое Пандросе, одной из дочерей Кекропса, первого царя Аттики, расположенное в Афинском акрополе. Оно занимало пространство, прилегающее к Эрехтейону и старому храму Афины Паллады.
Святилище представляло собой закрытый трапециевидный двор, в котором находился алтарь Зевса Геркея (защитника очага) под священным оливковым деревом, посаженным Афиной. К западу распогалался вход-стоя из пропилей. В северо-восточному углу был тщательно продуманный вход в северную крытую галерею и весь комплекс Эрехтейона. На востоке было небольшое отверстие, через которое можно было увидеть Талассу Посейдона. Священное оливковое дерево, согласно мифам, было подарено Афиной после победы над Посейдоном в споре об обладании Аттикой.